# コーシー問題
数学におけるコーシー問題（コーシーもんだい、英: Cauchy problem）とは、定義域の超曲面上で与えられる特定の条件を満たすような偏微分方程式の解を探す、という問題である。コーシー問題は初期値問題でもあり得るし、境界値問題（この場合については、コーシー境界条件を参照）でもあり得る。さらには、それらのいずれでも無いこともあり得る。オーギュスタン＝ルイ・コーシーの名にちなむ。
Rn 上で定義される偏微分方程式と、n − 1 次元の滑らかな多様体 S ⊂ Rn（S はコーシー曲面と呼ばれる）を考える。この場合のコーシー問題は、次を満たす微分方程式の解 u を見つける、という問題である：
{\displaystyle {\begin{aligned}u(x)&=f_{0}(x)\qquad &&{\text{for all }}x\in S;\\{\frac {\partial ^{k}u(x)}{\partial n^{k}}}&=f_{k}(x)\qquad &&{\text{for }}k=1,\ldots ,\kappa -1{\text{ and all }}x\in S.\end{aligned}}}
ここで {\displaystyle f_{k}} は曲面 {\displaystyle S} 上で定義される、与えられた関数である（それらはまとめてコーシーデータと呼ばれる）。また、n は S への法線ベクトルであり、κ は微分方程式の階数を表す。
コーシー＝コワレフスカヤの定理では、コーシー問題が唯一つの解を持つための条件が述べられている。それらの条件のうち最も重要なものは、偏微分方程式の係数とコーシーデータが実解析関数、という条件である。